# Perineuro
Perineuro é uma das três camadas de tecido conjuntivo que envolvem os fascículos (feixes) de fibras nervosas que formam um nervo. O tecido de sustentação dos nervos é constituído por uma camada fibrosa mais externa de tecido conjuntivo denso, o epineuro, que reveste o nervo e preenche os espaços entre os feixes de fibras nervosas. Cada um desses feixes de fibras nervosas é revestido por uma bainha de várias camadas de células achatadas, justapostas, o perineuro.
É formado por células epitelioides entremeadas de lâminas basais e fibras colágenas. Sua espessura pode se reduzir a uma fina camada de células achatadas.